# Hemibungarus
Hemibungarus is een geslacht van slangen uit de familie koraalslangachtigen (Elapidae) en de onderfamilie Elapinae.

## Naam en indeling
De wetenschappelijke naam van de groep werd voor het eerst voorgesteld door Wilhelm Peters in 1862. De soorten behoorden lange tijd tot het geslacht Calliophis, waardoor de verouderde wetenschappelijke naam in de literatuur wordt gebruikt.
Hemibungarus calligaster was lange tijd de enige soort uit het monotypische geslacht Hemibungarus. In 2014 echter werden de toenmalige ondersoorten Hemibungarus calligaster gemiannulis en Hemibungarus calligaster mcclungi als aparte soorten erkend. Tegenwoordig telt het geslacht drie soorten.

## Verspreidingsgebied
De soorten leven in delen van Azië en komen endemisch voor in de Filipijnen. De slangen zijn hier te vinden in de deelgebieden Luzon, Mindoro, Cebu, Negros, Panay en Polillo.

## Beschermingsstatus
Door de internationale natuurbeschermingsorganisatie IUCN is aan een soort een beschermingsstatus toegewezen. Hemibungarus calligaster wordt beschouwd als 'veilig' (Least Concern of LC).

## Soorten
Het geslacht omvat de volgende soorten, met de auteur en het verspreidingsgebied.
| Naam                     | Auteur         | Verspreidingsgebied                              |
| ------------------------ | -------------- | ------------------------------------------------ |
| Hemibungarus calligaster | Wiegmann, 1835 | Filipijnen (Luzon, Mindoro, Cebu, Negros, Panay) |
| Hemibungarus gemiannulis | Peters, 1872   | Filipijnen (Cebu, Negros, Panay)                 |
| Hemibungarus mcclungi    | Taylor, 1922   | Filipijnen (Polillo)                             |